# Synema latissimum
Synema latissimum là một loài nhện trong họ Thomisidae.
Loài này thuộc chi Synema. Synema latissimum được Maria Dahl miêu tả năm 1907.